# Чудомир Топлодолски
Чудомир Топлодолски е български летец, един от четиримата въздушни асове наред със Стоян Стоянов, Петър Бочев и Христо Кръстев.

## Биография
Чудомир Миланов Топлодолски е роден на 12 май 1912 година в град Кюстендил. По-късно завършва Военното на НВ училище. От 1937 година учи за авиатор в Германия. След това става началник на Изтребителната школа в Карлово и командир на 3/6 изтребителен орляк. Два пъти е награждаван с орден за „За храброст“. Има общо 4 въздушни победи, които му носят 8 точки по системата на ВНВВ.

## Победи
На 24 ноември 1943 година Топлодолски заедно с фелдфебел Христо Цанков свалят по един Б-24 „Либърейтър“, а самия Топлодолски поврежда още един.

## Памет
На Чудомир Топлодолски е наречена улица в квартал „Дружба“ в София (Карта).